# Isola Kuvšin
L'isola Kuvšin (in russo остров Кувшин, ostrov Kuvšin) è un'isola russa, bagnata dal mare di Barents.
Amministrativamente fa parte del circondario cittadino (gorodskoj okrug) della città chiusa di Zaozërsk dell'oblast' di Murmansk, nel Circondario federale nordoccidentale.

## Geografia
L'isola è situata all'ingresso del golfo della Zapadnaja Lica (губа Западная Лица), lungo la costa centro-meridionale del golfo Motovskij, che è parte del mare di Barents. Dista dalla terraferma, nel punto più vicino, circa 1,1 km.
Kuvšin è un'isola allungata, orientata in direzione nordest-sudovest, che divide in due parti l'imboccatura del golfo della Zapadnaja Lica, lo stretto Zapadnyj (пролив Западный) a ovest e lo stretto Vostočnyj (пролив Восточный) a est.

Misura circa 1,15 km di lunghezza e 375 m di larghezza massima al centro. Raggiunge l'altezza massima di 30,8 m s.l.m. nella parte settentrionale, nei cui pressi è posizionato un faro.

## Isole adiacenti
Nelle vicinanze di Kuvšin si trovano:
- Isole Vičany (острова Вичаны), 4,1 km a sudovest, sono un gruppo composto da due isole principali e alcuni scogli e isolotti. (69°28′40″N 32°39′45″E)
- Isola Bljudce (остров Блюдце), 3,5 km a ovest di Kuvšin, è una piccola isola ovale, orientata in direzione ovest-est. (69°29′23.8″N 32°38′01″E)
- Isola Zamogil'nyj (остров Замогильный), 1,5 km a sud di Kuvšin, è un'isola di forma irregolare situata nella parte settentrionale del golfo della Zapadnaja Lica. (69°29′02″N 32°30′01″E)
- Isole di Lopatkin (острова Лопаткина), 6,1 km a sudovest di Kuvšin, sono due isole situate al centro del golfo della Zapadnaja Lica, nei pressi delle basi navali Malaja Lopatka e Bol'šaja Lopatka. (69°26′57″N 32°24′33″E)